# Мансехра (округ)
Мансехра (урду مانسہرہангл. Mansehra District) — один з 25 округів пакистанської провінції Хайбер-Пахтунхва. Через округ проходить Каракорумське шосе.

## Історія
До розпаду Британської Індії округ входив до складу незалежного князівства Амб. Наваб Шах князівства, Мухаммад Закір Хан, відіграв велику роль у створенні нової мусульманської держави Пакистан. Його діяльність із зміцнення держави, була високо оцінена Мухаммадом Алі Джинною. 1947 року посол князівства Амб, Мохаммад Фарід Хан, підписавши документ про приєднання князівства до Пакистану. У 1969 році колишнє князівство було включено до провінції Хайбер-Пахтунхва.
28 січня 2011 — Кала-Дака став округом. До цього він був техсилом в окрузі Мансехра.

## Географічне положення
Мансехра межує з округами: Кохістан, Баттаграм, Кала-Дака, Бунер, Абботтабад, Харіпур і Шангла.

## Населення
Згідно з переписом населення в 1998 році, в окрузі проживало 1152839 осіб, також в окрузі проживає велика кількість біженців з Афганістану.